# Диас-д’Авила
Диас-д’Авила (порт. Dias d'Ávila)  —  населённый пункт и муниципалитет в Бразилии, входит в штат Баия. Составная часть мезорегиона Агломерация Салвадор. Находится в составе крупной городской агломерации Агломерация Салвадор. Входит в экономико-статистический микрорегион Салвадор. Население составляет 53 821 человек на 2007 год. Занимает площадь 207,504 км². Плотность населения — 267,9 чел./км².

## Статистика
- Валовой внутренний продукт на 2005 год составляет 984 983 534 реалов (данные: Бразильский институт географии и статистики).
- Валовой внутренний продукт на душу населения на 2005 год составляет 18 190 реалов (данные: Бразильский институт географии и статистики).
- Индекс развития человеческого потенциала на 2000 год составляет 0,732 (данные: Программа развития ООН).